# Chandrasekhara Raman
Chandrasekhara Venkata Raman (चन्द्रशेखर वेङ्कट रामन्; Trichinopoly, Madrás, 7 de noviembre de 1888-Bangalore, 21 de noviembre de 1970) fue un físico indio, descubridor del llamado efecto Raman que le supuso obtener el Premio Nobel de Física en 1930.

## Biografía

### Primeros años y educación
C. V. Raman nació en Tiruchirappalli, en la Presidencia de Madrás del India británica (actualmente Tiruchirapalli, Tamil Nadu, India), de padres brahmanes tamiles, Chandrasekhara Ramanathan Iyer y Parvathi Ammal. Fue el segundo de ocho hermanos. Su padre era profesor en un instituto local y obtenía unos ingresos modestos. Recordaba: "Nací con una cuchara de cobre en la boca. Cuando nací, mi padre ganaba el magnífico sueldo de diez rupias al mes!" En 1892, su familia se trasladó a Visakhapatnam (entonces Vizagapatam o Vizag) en Andhra Pradesh ya que su padre fue nombrado profesor de física en el Mrs A.V. Narasimha Rao College.
Raman se educó en el St Aloysius' Anglo-Indian High School, Visakhapatnam. Aprobó la matrícula a los 11 años y el examen Intermediate of Arts (equivalente al examen intermedio actual, curso preuniversitario) con una beca a los 13 años, consiguiendo la primera posición en ambos bajo el examen de la junta escolar de Andhra Pradesh (ahora Junta de Educación Secundaria de Andhra Pradesh).
En 1902, Raman ingresó en el Presidency College de Madrás (actualmente Chennai), donde su padre había sido trasladado para enseñar matemáticas y física. En 1904, obtuvo el título de B.A. en la Universidad de Madrás, donde quedó primero y ganó las medallas de oro en física e inglés. A los 18 años, cuando aún era estudiante de posgrado, publicó su primer artículo científico sobre "Bandas de difracción asimétricas debidas a una abertura rectangular" en la revista británica Philosophical Magazine en 1906. Obtuvo un M.A. por la misma universidad con la máxima distinción en 1907. Su segundo artículo publicado en la misma revista ese año versaba sobre la tensión superficial de los líquidos. Fue junto al trabajo de Lord Rayleigh sobre la sensibilidad del oído al sonido, y a partir de la cual Lord Rayleigh comenzó a comunicarse con Raman, dirigiéndose cortésmente a él como "Profesor". "
Consciente de la capacidad de Raman, su profesor de física Rhishard Llewellyn Jones insistió en que siguiera investigando en Inglaterra. Jones organizó la inspección física de Raman con el coronel (sir Gerald) Giffard. Raman solía tener mala salud y se le consideraba un "enclenque"  La inspección reveló que no soportaría las duras condiciones climáticas de Inglaterra, incidente del que más tarde se acordó, y dijo: "[Giffard] me examinó y certificó que iba a morir de tuberculosis... si iba a Inglaterra. "

### Carrera profesional
Fue profesor de física en la cátedra Palit de la Universidad de Calcuta entre 1917 y 1933 y fue allí donde fue reconocido su trabajo en el campo de la óptica. En 1919 fue nombrado secretario honorario de la Asociación India para el Progreso de las Ciencias y entre 1933 y 1948 fue director del Instituto Indio de Ciencia de Bangalore. En 1929 recibió el título de caballero (sir).
Inicialmente sus investigaciones se dirigieron hacia el estudio de las vibraciones y a problemas de acústica, pero hacia 1920 empezó a investigar sobre la difracción de la luz y la de los rayos X.
En 1928 fue el descubridor del llamado efecto Raman, que tuvo lugar al irradiar un líquido transparente o un vapor con una luz monocromática y estudiar el espectro de la luz difundida, en el que se observaban variaciones de frecuencia, según las predicciones teóricas formuladas en 1923 por A. G. S. Smekal.
Por este descubrimiento, en 1930 fue galardonado con el premio Nobel de Física.
Desde 1949 fundó y formó parte del consejo directivo del Instituto Raman de Investigación.

## Color azul del mar
Raman, en su aventura de ampliación de la óptica, comenzó a investigar la dispersión de la luz a partir de 1919. Su primer descubrimiento fenomenal de la física de la luz fue el color azul del agua de mar. Durante un viaje a casa desde Inglaterra a bordo del S.S. Narkunda en septiembre de 1921, contempló el color azul del Mar Mediterráneo. Utilizando un sencillo equipo óptico, un espectroscopio de bolsillo y un prisma de Nicol en la mano, estudió el agua del mar. De las varias hipótesis sobre el color del mar que se propusieron en su momento, la mejor explicación había sido la de Lord Rayleigh en 1910, según la cual, "El tan admirado azul oscuro de las profundidades marinas no tiene nada que ver con el color del agua, sino que es simplemente el azul del cielo visto por reflejo". Rayleigh había descrito correctamente la naturaleza del cielo azul mediante un fenómeno ahora conocido como dispersión de Rayleigh, la dispersión de la luz y la refracción por partículas en la atmósfera. Su explicación del color azul del agua se aceptó instintivamente como correcta. Raman podía ver el agua utilizando el prisma de Nicol para evitar la influencia de la luz solar reflejada por la superficie. Describió cómo el mar aparece aún más azul de lo habitual, contradiciendo a Rayleigh.
En cuanto el S.S. Narkunda atracó en el puerto de Bombay, Raman terminó un artículo titulado El color del mar que se publicó en el número de noviembre de 1921 de Nature. Señaló que la explicación de Rayleigh es "cuestionable por un simple modo de observación" (utilizando el prisma de Nicol). Como él pensaba:
Mirando hacia abajo en el agua con un Nicol delante del ojo para cortar los reflejos de la superficie, se podía ver el rastro de los rayos del sol entrando en el agua y pareciendo, en virtud de la perspectiva, converger hacia un punto a una profundidad considerable dentro de ella. La pregunta es: ¿qué es lo que difracta la luz y hace visible su paso? Una posibilidad interesante que debe considerarse a este respecto es que las partículas difractantes pueden ser, al menos en parte, las propias moléculas del agua.

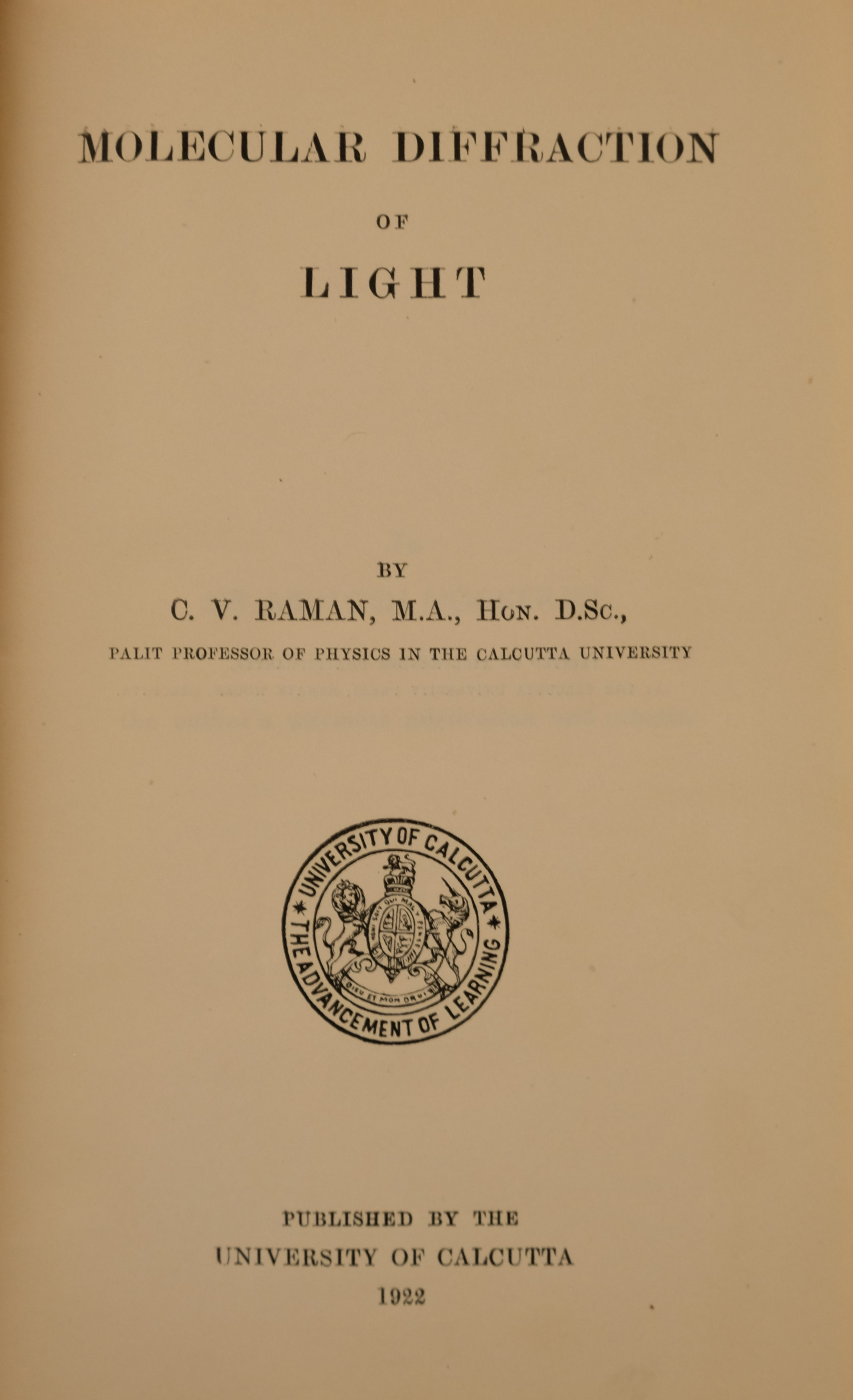
Página del título del libro de Raman Difracción molecular de la luz (1922).

Cuando llegó a Calcuta, pidió a su alumno K. R. Ramanathan, que era de la Universidad de Rangún, que siguiera investigando en el IACS. A principios de 1922, Raman llegó a una conclusión, según informó en Proceedings of the Royal Society of London:
En este artículo se propone defender un punto de vista totalmente diferente, que en este fenómeno, como en el caso paralelo del color del cielo, la difracción molecular determina la luminosidad observada y en gran medida también su color. Como preliminar necesario a la discusión, se presentarán un cálculo teórico y observaciones experimentales de la intensidad de la dispersión molecular en el agua.
Fiel a sus palabras, Ramanathan publicó un elaborado hallazgo experimental en 1923. Su posterior estudio del Golfo de Bengala en 1924 proporcionó la prueba completa. Actualmente se sabe que el color intrínseco del agua se atribuye principalmente a la absorción selectiva de longitudes de onda más largas de luz en las regiones roja y naranja del espectro, debido a los sobretonos de los modos de estiramiento O-H (oxígeno e hidrógeno combinados) de absorción infrarroja de las moléculas de agua.

## Galardones y reconocimientos
Raman recibió gran cantidad de doctorados honorarios y membresías en sociedades científicas. Fue nombrado fellow de la Royal Society en 1924, y nombrado caballero (sir) en 1929. Fue distinguido en 1930 con la medalla Hughes, concedida por la Royal Society «por sus estudios sobre la anormal dispersión de la luz».
En 1954 fue galardonado con el premio Bharat Ratna. También recibió el Premio Lenin de la Paz en 1957.

## Algunas publicaciones
Algunos de sus principales trabajos publicados son:
1909
- "The Small Motion at the Nodes of a Vibrating String", Nature
- "The Maintenance of Forced Oscillations of a New Type", Nature
- "The Ectara", J. Indian Math. Club

1910
- "The Maintenance of Forced Oscillations", Nature
- "Oscillations of the Stretched Strings", J. Indian Math. Club

1911
- "Photographs of Vibrational Curves", Philos. Mag., 1911
- "Remarks on a Paper by J.S. Stokes on 'Some Curious Phenomena Observed in Connection with Melde's Experiment'", Physics Rev.
- "The Small Motion at the Nodes of a Vibrating String", Phys. Rev.

1912
- "The Maintenance of Forced Oscillations of a New Type", Philos. Mag
- "Some Remarkable Cases of Resonance", Phys. Rev.
- "Experimental Investigations on the Maintenance of Vibrations", Bull. Indian Assoc. Cultiv. Sci.

1913
- "Some Acoustical Observations", Bull. Indian Assoc. Cultiv. Sci.

1914
- "The Dynamical Theory of the Motion of Bowed Strings", Bull. Indian Assoc. Cultiv. Sci.
- "The Maintenance of Vibrations", Phys. Rev. 1914
- "Dynamical Theory of the Motion of Bowed Strings", Bulletin, Indian Association for the Cultivation of Science
- "On Motion in a Periodic Field of Force", Bull. Indian Assoc. Cultiv. Sci.

1915
- "On the Maintenance of Combinational Vibrations by Two Simple Harmonic forces", Phys. Rev.
- "On Motion in a Periodic Field of Force", Philos. Mag

1916
- "On Discontinuous Wave-Motion – Part 1", Philos. Mag (y S Appaswamair)
- "On the 'Wolf-Note' of the Violin and Cello", Nature (London)
- "On the 'Wolf-Note' in the Bowed Stringed Instruments", Philos. Mag.

1917
- "The Maintenance of Vibrations in a Periodic Field of Force", Philos. Mag (y A. Dey)
- "On Discontinuous Wave-Motion – Part 2", Philos. Mag (y A Dey)
- "On Discontinuous Wave-Motion – Part 3", Philos. Mag (y A Dey)
- "On the Alterations of Tone Produced by a Violin 'Mute'", Nature (London)

1918
- "On the 'Wolf-Note' in the Bowed Stringed Instruments", Philos. Mag.
- "On the Wolf-Note in Pizzicato Playing", Nature (London)
- "On the Mechanical Theory of the Vibrations of Bowed Strings and of Musical Instruments of the Violin Family, with Experimental Verification of Results – Part 1", Bulletin, Indian Association for the Cultivation of Science
- "The Theory of the Cyclical Vibrations of a Bowed String", Bulletin, Indian Association for the Cultivation of Science

1919
- "An Experimental Method for the Production of Vibrations", Phys. Rev.
- "A New Method for the Absolute Determination of Frequency", Proc. R. Soc. London
- "On the Partial Tones of Bowed Stringed Instruments", Philos. Mag
- "The Kinematics of Bowed Strings", J. Dept of Sci., Univ. Calcutta

1920
- "On the Sound of Splashes", Philos. Mag
- "On a Mechanical Violin-Player for Acoustical Experiments, Philos. Mag.
- "Experiments with Mechanically-Played Violins", Proc. Indian Association for the Cultivation of Science
- "On Kaufmann's Theory of the Impact of the Pianoforte Hammer", proc. S. Soc. London (y B. Banerji)
- "Musical Drums with Harmonic Overtones", Nature (London) (y S. Kumar)

1921
- "Whispering Gallery Phenomena at St. Paul's Cathedral", Nature (London) 1921 (con G. A. Sutherland)
- "The Nature of Vowel Sounds", Nature (London)
- "On the Whispering Gallery Phenomenon", Proc. R. Soc. London (y G. A. Sutherland)
- "On Some Indian Stringed Instruments", Proc. Indian Association for the Cultivation of Science

1922
- "Molecular Diffraction of Light" ("Difracción molecular de la luz")
- "On Whispering Galleries", Indian Assoc. Cultiv. Sci.
- "On the Molecular Scattering of Light in Water and the Colour of the Sea", Proceedings of the Royal Society
- "The Acoustical Knowledge of the Ancient Hindus", Asutosh Mookerjee Silver Jubilee – Vol 2

1926
- "The Subjective Analysis of Musical Tones", Nature London

1927
- "Musical Instruments and Their Tones"

1928
- "A new type of Secondary Radiation", Nature
- "A new radiation", Indian Journal of Physics

1935
- "The Indian Musical Drums", Proc. Indian Acad. Sci.
- "The Diffraction of Light by High Frequency Sound Waves: Part I", Proc. Indian Acad. Sci. (y N. S. Nagendra Nath)
- "The Diffraction of Light by High Frequency Sound Waves: Part II", Proc. Indian Acad. Sci. (y N. S. Nagendra Nath)
- "Nature of Thermal Agitation in Liquids", Nature (London) (y B.V. Raghavendra Rao)

1936
- "The Diffraction of Light by High Frequency Sound Waves: Part III: Doppler Effect and Coherence Phenomena", Proc. Indian Acad. Sci. (con N. S. Nagendra Nath)
- "The Diffraction of Light by High Frequency Sound Waves: Part IV: Generalised Theory", Proc. Indian Acad. Sci. (con N. S. Nagendra Nath)
- "The Diffraction of Light by High Frequency Sound Waves: Part V: General Considerations – Oblique Incidence and Amplitude Changes", Proc. Indian Acad. Sci. (con N. S. Nagendra Nath)
- "Diffraction of Light by Ultrasonic Waves", Nature (London) (con N. S. Nagendra Nath)

1937
- "Acoustic Spectrum of Liquids", Nature (London) (y B. V. Raghavendra Rao)

1938
- "Light Scattering and Fluid Viscosity", Nature (London) (y B. V. Raghavendra Rao)

1948
- Aspects of Science

1951
- The New Physics; Talks on Aspects of Science (La nueva física; charlas sobre aspectos de la ciencia)

1953
- "The structure and optical behaviour of iridescent opal", Proc. Indian. Acad. Sci. A38 1953 (con A. Jayaraman)

1959
- Lectures on Physical Optics

## Eponimia
Además de los conceptos físicos que llevan su nombre, se tiene que:
- El cráter lunar Raman lleva este nombre en su memoria.[34]
- El asteroide (55753) Raman también conmemora su nombre.[35]